# Роза (Курганская область)
Роза — посёлок в Варгашинском районе Курганской области. Входит в состав Варгашинского поссовета.

## История
Обгонный пункт Роза построен в 1930 году на участке Макушино — Утяк Южно-Уральской железной дороги.

## Население
| 1989 | 2002 | 2010 |
| ---- | ---- | ---- |
| 82   | ↘58  | ↘34  |